# Peculato
Peculato é um crime que consiste na subtração ou desvio, mediante abuso de confiança, de dinheiro público ou de coisa móvel apreciável, para proveito próprio ou alheio, por funcionário público que os administra ou guarda. É um dos tipos penais próprios de  funcionários públicos contra a administração em geral.
O crime tem a sua gênese no Direito Romano, momento em que a subtração de bens pertencentes ao Estado era chamada de peculatus ou depeculatus. Como, na época, ainda não havia moedas ou cédulas para representar o volume do patrimônio estatal, os bens públicos eram compostos, principalmente, por bois e carneiros (pecus), sendo que a sua subtração ou o seu desvio representavam crime contra a administração pública.
Os verbos nucleares do tipo são "apropriar" ou "desviar" valores, bens móveis, de que o funcionário tem posse justamente em razão do cargo/função que exerce. O peculato é um crime próprio do funcionário contra a administração, diferentemente de  apropriação indébita  que é praticada por qualquer pessoa contra o patrimônio. Também pode ser praticado por pessoa alheia à administração pública - particular - no caso desta ter ciência de que o delito esteja sendo praticado juntamente ao funcionário público, aproveitando-se desta qualidade.

## No Brasil
Peculato é o fato do funcionário público que, em razão do cargo, tem a posse de coisa móvel pertencente à administração pública ou sob a guarda desta (a qualquer título), e dela se apropria, ou a distrai do seu destino, em proveito próprio ou de outrem.
O Art. 312 do Código Penal Brasileiro tipifica o peculato como "apropriar-se o funcionário público de dinheiro, valor ou qualquer outro bem móvel, público ou particular, de que tem a posse em razão do cargo, ou desviá-lo, em proveito próprio ou alheio". Além de, não tendo a posse, mas valendo-se da facilidade que lhe proporciona o cargo, subtrai-o ou concorre para que seja subtraído em proveito próprio ou para alheio.
Há também a tipificação da modalidade culposa do peculato, prevista no § 2º do art. 312. Nessa hipótese, o crime não ocorre por vontade do funcionário público, mas quando, por negligência, imprudência ou imperícia, permite que outrem se aproprie de bem que estava na sua posse, também em razão do cargo. Cumpre registrar que o § 3º do referido artigo permite a extinção da punibilidade, quando o peculato é culposo, caso o funcionário, antes de sentença irrecorrível, faça a reparação do dano ou a devolução do bem subtraído. Quando feito após a sentença irrecorrível, a pena será reduzida pela metade.

### Modalidades
Quatro são as modalidades:
- Peculato-apropriação, o funcionário público se apropria do dinheiro, valor ou qualquer outro bem móvel, público ou particular de que tem o agente a posse em razão do cargo;
- Peculato-desvio, o funcionário público aplica ao objeto material destino diverso que lhe foi determinado, em benefício próprio ou de outrem;
- Peculato-furto, o funcionário público não tem a posse do objeto material e o subtrai, ou concorre para que outro o subtraia, em proveito próprio ou alheio, por causa da facilidade proporcionada em razão do cargo.
- Peculato culposo, o funcionário público, por negligência, imprudência ou imperícia, concorre para a prática do crime por outra pessoa, seja funcionário público ou, ainda, simples particular, não sendo observada a cautela necessária na preservação dos bens públicos que lhe são confiados em face da sua função.

### Pena
De acordo com o Art. 312 do Código Penal Brasileiro, na forma dolosa o peculato resulta em reclusão, de dois a doze anos, e multa. Em sua forma culposa, detenção, de três meses a um ano.

### Classificação do tipo
Trata-se de crime funcional impróprio, uma vez que, ausente a figura do funcionário público, a conduta continua típica (mas se amolda a outro tipo legal). Muito embora se trate de crime cujo sujeito ativo deve ser funcionário público, pode haver concurso de pessoas envolvendo particular, no entanto, tratando de circunstância elementar do crime. O particular, por força do art. 30 do Código Penal, se tem conhecimento da qualidade de funcionário público do agente e concorre com a conduta, também responde por peculato, comunicando-se a condição pessoal do agente ao coautor. Se desconhece a qualidade funcional do agente, mas também concorre para o delito, o particular responderá por apropriação indébita ou furto, dependendo do caso concreto e da modalidade de peculato que o partícipe (funcionário público) cometeu.
O sujeito passivo do delito é o Estado, pois trata-se de crime contra a administração pública. Ainda, pode ser sujeito passivo o particular que é proprietária do bem apropriado que se encontrava sob a custódia da administração, no caso de peculato-malversação. Se o produto do crime for de natureza pública, o sujeito passivo será o Estado, ao passo que se  for de natureza particular, o sujeito passivo será o particular.
O delito ainda é classificado como material, uma vez que para que seja consumado é exigido que haja benefício auferido pelo agente; livre, pois pode ser cometido por qualquer meio; instantâneo, já que sua consumação se dá em momento determinado; e plurissubsistente, visto que é uma ação composta por vários atos, o que permite seu fracionamento; admite ainda tentativa.

### Elemento subjetivo do tipo
O elemento subjetivo do tipo é o dolo. Embora admita modalidade culposa prevista em seu § 2º, o elemento subjetivo específico consiste na vontade de apossar definitivamente de bem mediante benefício próprio ou de terceiro. Para obter a tipificação do peculato na forma do art. 312, caput, é necessária a consciência e a vontade do agente ativo em praticar o crime para obter o fato típico. Exige-se a intenção de, definitivamente, não restituir o objeto e de obter proveito em virtude da ilicitude.

### Bem jurídico tutelado
O bem juridicamente protegido, nesse caso, é a Administração Pública, no que se diz respeito à preservação do patrimônio público (conotação patrimonial) e à integridade dos agentes do poder (conotação moral).
Eventualmente, também, protege-se o patrimônio de particular nos casos em que a Administração Pública, por qualquer motivo, estiver sob a guarda deste.

### Diferença entre Peculato e Improbidade
Existe uma diferença essencial entre a prática do crime de Peculato e ato de Improbidade (dentre os quais previstos da Lei 8.429/1992). No caso, é preciso identificar a existência do animus habendi (ânimo de posse), ou seja, a intenção de exercer-se sobre a coisa um poder no interesse próprio, para existir a caracterização do ato de improbidade. Por exemplo: utilizar viatura pública para fim particular, devolvendo-a na sequência do ato, é caracterizado como ato de improbidade. Todavia, se o agente se apropria da viatura ou a desvia é caracterizado como peculato, uma vez que existe o fim de apropriar-se, tomar posse, efetivamente, do bem público.

## Em Portugal
No Código Penal Português, esse crime é tratado nos artigos 375 até o 377. Assim como no Direito Brasileiro, é um crime praticado por funcionário público, todavia, o Código Português foi mais abrangente ao incluir na tipificação do peculato a apropriação de bens imóveis e animais.

### Peculato de Uso
No art. 376 do Código Português, o crime se consuma quando o funcionário faz uso ou permite que outra pessoa o faça, para fins alheios ao destinado legalmente, de bem imóvel, de veículos, de outro bens móveis ou de animais de valor apreciável, públicos ou particulares, que lhe forem entregues, também em razão do cargo.

### Pena
No caso do art. 375, a apropriação é punida com prisão de um a oito anos. Sendo os bens apropriados de pequeno valor, prisão de até três anos ou multa. Se ele empresta, empenha ou de qualquer forma onera os bens, é punido com pena de prisão até 3 anos ou com pena de multa.
No caso do peculato de uso, o agente é punido com pena de prisão até 1 ano ou com pena de multa até 120 dias.  Ainda de acordo com o art. 376, se o funcionário, sem justificativa de interesse público, der ao dinheiro público fim diferente daquele a que está legalmente destinado, a pena será de prisão de até 1 ano ou multa até 120 dias.